# Gabbiolo
Gabbiolo è una frazione del comune italiano di Trento, in Trentino-Alto Adige.
Assieme a Celva, Cimirlo, Mesiano, Oltrecastello e Povo, è parte della circoscrizione amministrativa numero 7 del comune di Trento.

## Geografia fisica

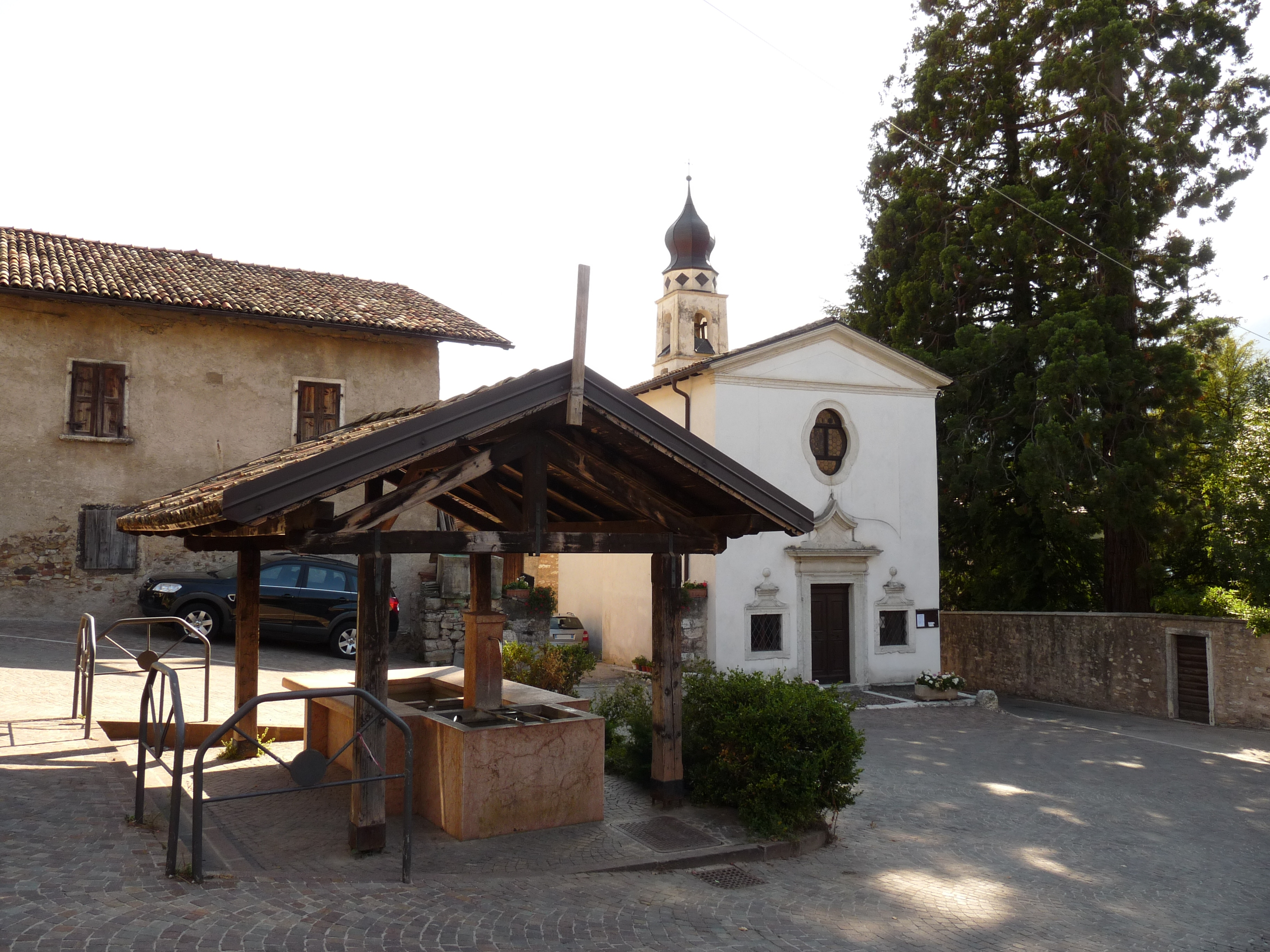
Scorcio con la chiesa di San Francesco d'Assisi

La frazione si trova a est della città di Trento, separata dall'area urbana trentina dal tracciato della ferrovia della Valsugana, alle pendici occidentali del massiccio della Marzola. Il centro abitato è attraversato dal rio Gabbiolo, che dà il nome al borgo, e che scendendo verso la città si unisce al rio Salè e va a immettersi nel torrente Fersina nei pressi di via Marsala. Altri corsi d'acqua che interessano il territorio della frazione sono il rio Rozola e il rio Valnigra, con quest'ultimo che separa Gabbiolo dal centro di Villazzano.

## Monumenti e luoghi d'interesse

### Architetture religiose
Chiesa di San Francesco d'Assisi
La chiesa di San Francesco d'Assisi è situata nel centro della frazione e ne costituì la chiesa parrocchiale prima del suo accorpamento con la parrocchia di Povo. È stata edificata su iniziativa di Francesco Moser nel 1748, con progetto di Francesco Orlandini. Le decorazioni della facciata sono invece da riferirsi all'artista lombardo Pietro Antonio Bianchi. La chiesa è orientata verso nord, e presenta una facciata a due spioventi con timpano e al centro un portale a fastigio mistilineo, due finestrelle laterali e un quadrilobo. Sul lato destro svetta il campanile moresco cuspidato. L'interno presenta invece una navata a due campate e un presbiterio, entrambi coperti da volte a botte.
Chiesa di San Rocco
La piccola chiesa di San Rocco si trova lungo la via Gabbiolo, poco distante dall'ex parrocchiale, e risulta menzionata per la prima volta nel 1579. L'edificio è orientato verso est e presenta una facciata a due spioventi con al centro un portale architravato; sopra al portale si trova un piccolo rosone quadrilobato, mentre ai lati si aprono due finestre squadrate. L'interno è caratterizzato da una navata a volta a botte e da un presbiterio coperto da una volta a crociera.

### Architetture civili
Villa Salvadori
Villa Salvadori è un complesso architettonico monumentale situato a Gabbiolo, fatta costruire da Francesco Moser verso la fine del XVII secolo. La villa Salvadori è composta da tre edifici principali, che sono il nucleo centrale dell'edificio abitativo padronale, un villino risalente al XVIII secolo e il padiglione noto come "Casa del tè", in stile moresco. Alla fine del Settecento risale anche la fontana nel giardino, realizzata dallo scultore Francesco Antonio Giongo.
Torre di Pietrapiana
In località Graffiano, poco fuori dal centro abitato presso il parco di Gocciadoro, si trovano i resti del castello di Pietrapiana, antica fortificazione a fini difensivi e di controllo della città. La prima testimonianza del castello risale a una vertenza datata 1247. Resta ancora in piedi la torre principale, nota come torre di Pietrapiana o torre dei Gionghi. Ricostruito nel XV secolo e poi abbandonato, fu successivamente proprietà vescovile, prima di essere ceduto a privati.